# 伊藤彰 (サッカー選手)
伊藤 彰（いとう あきら、1972年9月19日 - ）は、埼玉県新座市出身の元サッカー選手、サッカー指導者。現役時代のポジションはフォワード、ミッドフィールダー。

## 来歴

### 選手時代

#### 学生時代
埼玉県の武南高校で攻撃的ミッドフィルダーとしてプレー。1989年の全国高校サッカー選手権大会に出場し準優勝、その後は国士舘大学に進学してサッカー部でプレーした。大学での同期には深川友貴がいる。

#### 社員選手時代
大学卒業後は社員選手として富士通に入社、ジャパンフットボールリーグに所属していた富士通サッカー部に入団した。1997年、同サッカー部が川崎フロンターレとなり、Jリーグ準会員となっても社員選手（アマチュア契約）のまま所属。1998年にはレギュラーとなり、J1参入決定戦1回戦のアビスパ福岡戦で先制ゴールを挙げた。
翌1999年、クラブがJ2に所属しても伊藤はそのまま残り、川崎のJ1昇格に貢献した。キャプテンの中西哲生からは「アマチュアながらサッカーに対して真剣で、プロ意識の高い選手」と評価され、チームの主力として、あるいはスーパーサブとして活躍したが、チームは1年でJ2に逆戻りし、2001年11月末に戦力外通告を受ける。しかしその直後に行われた天皇杯では準決勝進出の一翼を担い、出場した他の戦力外選手とともに「リストラ選手の活躍」と呼ばれた。

#### プロ選手時代
2002年に大宮アルディージャへ移籍。富士通を退社し、同時にプロ契約選手となった。2004年にサガン鳥栖へ移籍、2005年からは徳島ヴォルティスへ所属し、川崎を含めて4つのクラブで7年間J2でプレーした。各チームでもレギュラーとしてチームの主力になったが、チーム成績の低迷から脱却するために体制刷新と若返りを求める各クラブの事情により退団する例が続いた。

### 指導者時代
2007年1月に現役を引退、大宮U-12のコーチに就任した。その後、同ジュニアユースチームのコーチ、同監督、さらに同ユースチームの監督を務めた。大宮ユースの監督時代の2015年にはJFA 公認S級コーチライセンスを取得。ライセンス取得に必要なJクラブでの練習参加の際は、風間八宏の指導法への関心から、当時風間の指揮していた古巣川崎のトップチームの練習に参加していた。
2016年シーズンからは大宮のトップチームのコーチを務めていたが、2017年5月28日、成績不振を理由に渋谷洋樹監督および黒崎久志ヘッドコーチが解任された際に後継の監督に就任した。だがその後も成績は向上せず、降格圏に低迷していた11月5日に解任された。
2018年よりヴァンフォーレ甲府のヘッドコーチに就任し、同年12月、シーズン途中に就任し契約満了で退任した上野展裕の後任として甲府の監督に就任した。2018年度の9位から2019年度は5位に入ってJ1参入プレーオフに進出、2020年度は4位、2021年度は3位の成績を残した。
2021年12月2日、甲府の監督を退任すると発表され、12月25日、甲府で2019年よりヘッドコーチを務めた渋谷とともに、翌2022年よりジュビロ磐田の監督に就任することが発表された。同年8月13日に行われた第25節浦和戦で0-6と大敗をし、最下位となったことで、8月14日に契約解除が発表された。
2022年9月6日、ベガルタ仙台監督就任を発表。
2023年7月13日、同日付けで仙台との契約を解除し退団した。
2024年シーズンからツエーゲン金沢のトップチーム監督に就任を発表。
2025年6月3日、成績不振により同月1日付けでツエーゲン金沢との契約を解除された。
2025年6月19日、V・ファーレン長崎トップチームのコーチに就任。

## 所属クラブ
- 1988年 - 1990年 武南高校
- 1991年 - 1994年 国士舘大学
- 1995年 - 2001年 富士通/富士通川崎/川崎フロンターレ
- 2002年 - 2003年 大宮アルディージャ
- 2004年 サガン鳥栖
- 2005年 - 2006年 徳島ヴォルティス

## 個人成績
| 国内大会個人成績 | 国内大会個人成績 | 国内大会個人成績 | 国内大会個人成績 | 国内大会個人成績 | 国内大会個人成績 | 国内大会個人成績 | 国内大会個人成績 | 国内大会個人成績 | 国内大会個人成績 | 国内大会個人成績 | 国内大会個人成績 |
| 年度             | クラブ           | 背番号           | リーグ           | リーグ戦         | リーグ戦         | リーグ杯         | リーグ杯         | オープン杯       | オープン杯       | 期間通算         | 期間通算         |
| 年度             | クラブ           | 背番号           | リーグ           | 出場             | 得点             | 出場             | 得点             | 出場             | 得点             | 出場             | 得点             |
| 日本             | 日本             | 日本             | 日本             | リーグ戦         | リーグ戦         | リーグ杯         | リーグ杯         | 天皇杯           | 天皇杯           | 期間通算         | 期間通算         |
| ---------------- | ---------------- | ---------------- | ---------------- | ---------------- | ---------------- | ---------------- | ---------------- | ---------------- | ---------------- | ---------------- | ---------------- |
| 1994             | 国士大           |                  | -                | -                | -                | -                | -                | 1                | 0                | 1                | 0                |
| 1995             | 富士通           | 22               | 旧JFL            | 26               | 4                | -                | -                | 0                | 0                | 26               | 4                |
| 1996             | 富士通           | 19               | 旧JFL            | 25               | 9                | -                | -                | 4                | 3                | 29               | 12               |
| 1997             | 川崎             | 19               | 旧JFL            | 8                | 0                | -                | -                | 0                | 0                | 8                | 0                |
| 1998             | 川崎             | 19               | 旧JFL            | 25               | 11               | 3                | 0                | 3                | 2                | 31               | 13               |
| 1999             | 川崎             | 19               | J2               | 31               | 7                | 2                | 0                | 3                | 4                | 36               | 11               |
| 2000             | 川崎             | 19               | J1               | 13               | 2                | 5                | 1                | 0                | 0                | 18               | 3                |
| 2001             | 川崎             | 19               | J2               | 33               | 2                | 3                | 0                | 4                | 3                | 40               | 5                |
| 2002             | 大宮             | 29               | J2               | 43               | 4                | -                | -                | 4                | 2                | 47               | 6                |
| 2003             | 大宮             | 19               | J2               | 38               | 7                | -                | -                | 2                | 1                | 40               | 8                |
| 2004             | 鳥栖             | 19               | J2               | 41               | 4                | -                | -                | 2                | 0                | 43               | 4                |
| 2005             | 徳島             | 8                | J2               | 40               | 9                | -                | -                | 0                | 0                | 40               | 9                |
| 2006             | 徳島             | 8                | J2               | 42               | 1                | -                | -                | 1                | 0                | 43               | 1                |
| 通算             | 日本             | 日本             | J1               | 13               | 2                | 5                | 1                | 0                | 0                | 18               | 3                |
| 通算             | 日本             | 日本             | J2               | 268              | 34               | 5                | 0                | 16               | 10               | 289              | 44               |
| 通算             | 日本             | 日本             | 旧JFL            | 84               | 24               | 3                | 0                | 7                | 5                | 94               | 29               |
| 通算             | 日本             | 日本             | 他               | -                | -                | -                | -                | 1                | 0                | 1                | 0                |
| 総通算           | 総通算           | 総通算           | 総通算           | 365              | 60               | 13               | 1                | 24               | 15               | 402              | 76               |

その他の公式戦
- 1998年
  - J1参入決定戦 1試合1得点
- Jリーグ(J1)初出場：2000年3月25日 対サンフレッチェ広島戦（等々力）
- Jリーグ(J1)初得点：2000年4月5日 対ガンバ大阪戦（等々力）
- Jリーグ(J2)初出場：1999年3月14日 対アルビレックス新潟戦（等々力）
- Jリーグ(J2)初得点：1999年4月29日 対サガン鳥栖戦（等々力）

## 指導歴
- 2007年 - 2017年11月  大宮アルディージャ
  - 2007年 U-12 コーチ
  - 2008年 - 2010年 ジュニアユース コーチ
  - 2011年 - 2013年 ジュニアユース 監督
  - 2014年 - 2015年 ユース 監督
  - 2016年 - 2017年5月 トップチーム コーチ
  - 2017年5月 - 2017年11月 トップチーム 監督
- 2018年 - 2021年  ヴァンフォーレ甲府
  - 2018年 ヘッドコーチ
  - 2019年 - 2021年 監督
- 2022年 - 同年8月  ジュビロ磐田 監督
- 2022年9月 - 2023年7月  ベガルタ仙台 監督
- 2024年 - 2025年6月  ツエーゲン金沢 監督
- 2025年6月 -  V・ファーレン長崎 トップチーム コーチ

## 監督成績
| 年度 | 所属 | クラブ | リーグ戦 | リーグ戦 | リーグ戦 | リーグ戦 | リーグ戦 | リーグ戦 | カップ戦             | カップ戦  |
| 年度 | 所属 | クラブ | 順位     | 勝点     | 試合     | 勝       | 分       | 敗       | ルヴァンカップ       | 天皇杯    |
| ---- | ---- | ------ | -------- | -------- | -------- | -------- | -------- | -------- | -------------------- | --------- |
| 2017 | J1   | 大宮   | 18位     | 25       | 34       | 5        | 10       | 19       | -                    | ベスト8   |
| 2019 | J2   | 甲府   | 5位      | 71       | 42       | 20       | 11       | 11       | -                    | ベスト8   |
| 2020 | J2   | 甲府   | 4位      | 65       | 42       | 16       | 17       | 9        | -                    | -         |
| 2021 | J2   | 甲府   | 3位      | 80       | 42       | 23       | 11       | 8        | -                    | 2回戦敗退 |
| 2022 | J1   | 磐田   | 18位     | 22       | 25       | 5        | 7        | 13       | グループステージ敗退 | ベスト16  |
| 2022 | J2   | 仙台   | 7位      | 8        | 8        | 2        | 2        | 4        | -                    | -         |
| 2023 | J2   | 仙台   | 13位     | 32       | 25       | 8        | 8        | 9        | -                    | 3回戦敗退 |
| 2024 | J3   | 金沢   | 12位     | 38       | 38       | 13       | 11       | 14       | 1回戦敗退            | 1回戦敗退 |
| 2025 | J3   | 金沢   | 11位     | 18       | 14       | 5        | 3        | 6        | 1回戦敗退            | -         |

- 2022年の磐田の指揮は第25節まで。
- 2022年の仙台の指揮は第35節大分トリニータ戦から最終節まで(順位は最終順位)。
- 2023年の仙台の指揮は第25節まで。
- 2025年の金沢の指揮は第14節まで。